# 潜变量
在统计学中，潜变量，或称隐变量，潜在变量，与观测变量相对，指的是不可观测的随机变量。潜变量可以通过使用数学模型依据观测得的数据被推断出来。用潜在变量解释观测变量的数学模型称为潜变量模型。 潜变量模型用于许多学科，包括心理学，人口学，经济学，工程学，医学，物理学，机器学习/人工智能，生物信息学，自然语言处理，计量经济学，管理和社会科学。
有些情况下，潜变量和现实中的一些因素是有关系的。测量这些因素理论上可行，实际上却很困难。这些情况里通常使用“隐变量（hidden variables）”这个词。另外一些情况下，潜变量指的是抽象概念，例如分类、行为、心理状态、数据结构等等。在这些情况下人们用 hypothetical variables 或者 hypothetical constructs 指代潜变量。
使用潜变量的好处之一是潜变量能用来降低数据的维度。大量的观测变量能够被整合起来成为一个潜变量来表示深层次的概念，使得观测数据更容易理解。

## 常见的推断潜变量的方法
- 隐马可夫模型
- Factor analysis
- 主成分分析
- 偏最小二乘回归
- 潜在语义学以及概率潜在语义分析
- 期望最大化算法
- 隐含狄利克雷分布